# 夏园站
夏園站是广州地铁5號線和13號線的一座换乘车站，位於中国广东省广州市黄埔区黄埔东路夏園東路口的地底，鄰近BRT夏園站。本站于2017年12月28日随13号线开通而启用，2023年12月28日随着5号线东延段开通而成为换乘站。

## 車站結構

### 車站樓層
本站共设有兩層。地面為车站各出入口，周边为黃埔東路、夏園村、夏園工業區、BRT夏园站及其它建築；地下一層為站廳；地下二層為两线各自的站台層。
與5號線东延段各站一樣，5号线車站部分的墙面使用了全白色玻璃幕板裝修，站顶天花线条装饰配色为红色。13号线车站则采用13号线首期车站标准的灰绿色玻璃幕板和贯穿前后两端的波浪吊顶设计。
| 地下一层 | 站廳                       | 售票機、客服中心、商店、警务室、安检设施 |  |  |
| 地下二层 | 4 站台                     | █13号线 鱼珠方向（下站：南海神廟）       |  |  |
|          | 岛式站台（卫生间、母婴室） |                                          |  |  |
|          | 3 站台                     | █13号线 新沙方向（下站：南岗）           |  |  |
|          | 2 站台                     | █5号线 滘口方向（下站：庙头）            |  |  |
|          | 岛式站台（卫生间、母婴室） |                                          |  |  |
|          | 1 站台                     | █5号线 黄埔新港方向（下站：保盈大道）    |  |  |

### 站厅以及换乘
夏园站站厅位于地下一层，两线站厅平行且融为一体，中心内侧被划分为收费区，外围则划为非付费区。收费区内多组扶手电梯、楼梯以及专用电梯可供乘客来往5号线以及13号线的站台。
另外，本站站厅設有售票機、自动售卡/充值机、客務中心和便利店等设施。

### 月台

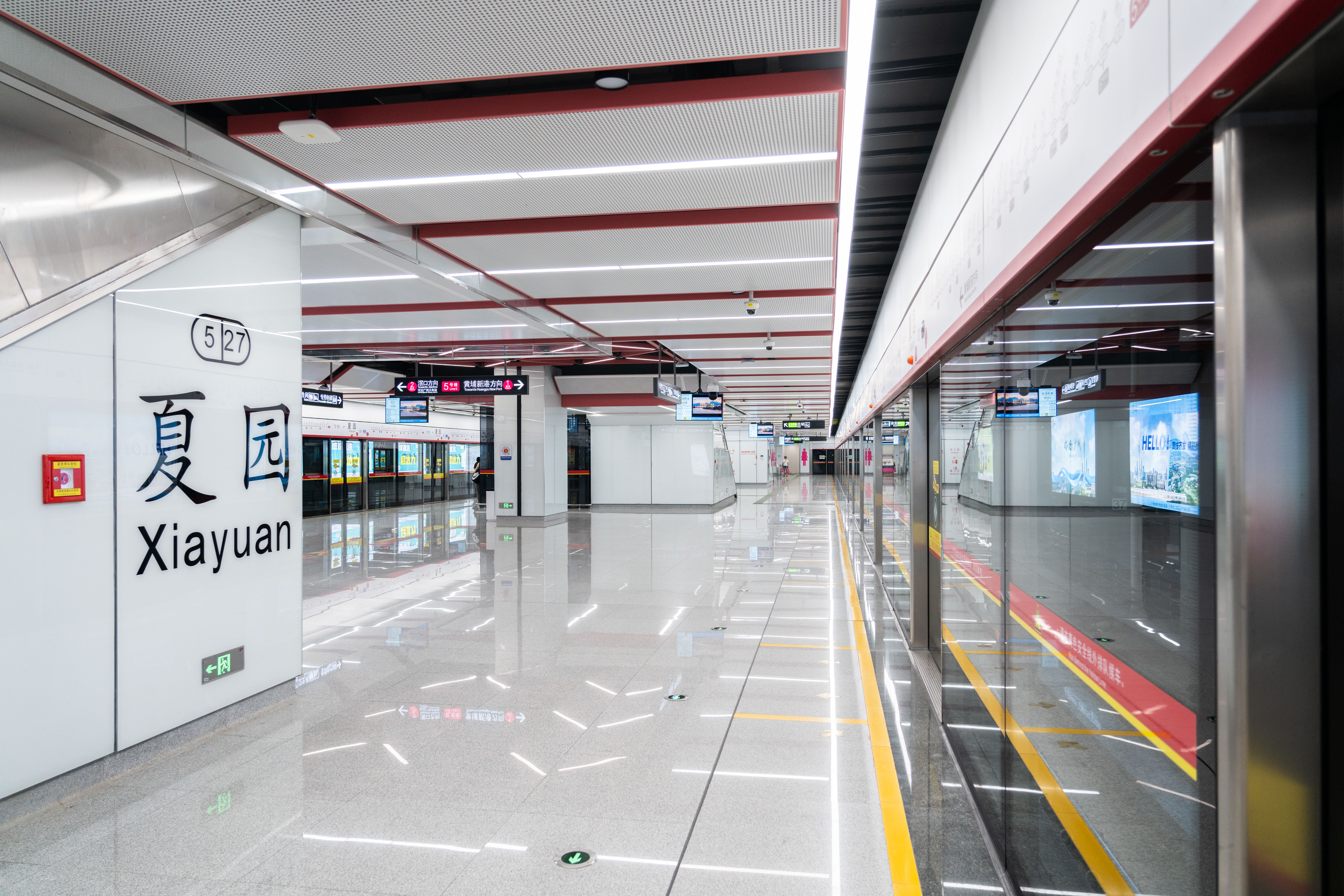
5號線1号站台（黄埔新港方向）

本站5号线和13号线各自設有一個島式月台，皆位于黃埔東路的地底，其中5号线在南侧，13号线在北侧。在5号线东延段开通前夕物料更新时，13号线原有的站台编号变更为3、4号，原1、2号的编号让与5号线使用，以符合广州地铁的站台编号规则。
另外，本站两条线路的月台均设有卫生间及母婴室，其中5号线设于往黄埔新港方向的一端，13号线设于月台往新沙方向的一端。

3號月台全景图（13号线新沙方向）

### 出入口
夏园站目前设有4个出入口供乘客，其中A、B出入口设于黄埔东路北侧，随5号线东延段开通而同步启用。C、D出入口设于黄埔东路南侧，随车站同步启用。
另外，本站是13号线開通時少數沒有设置连接地面的升降机车站之一，5号线车站启用后在新增的B出入口旁设有连通地面的升降机，以完善车站的无障碍设施。
|                                           |                                                       |      |          |                                         |
|                                           |                                                       |      |          |                                         |
| 編號                                      | 设施                                                  | 照片 | 出口指示 | 建議前往的目的地                        |
| A                                         | 扶手电梯标志                                          |      | 黄埔东路 | BRT夏园站（东行）、夏园公交车站（东行） |
| B                                         | 盲道标志 · 升降机标志 · 无障碍通道标志 · 扶手电梯标志 |      | 黄埔东路 |                                         |
| C                                         | 扶手电梯标志                                          |      | 夏园東路 |                                         |
| D                                         | 盲道标志 · 扶手电梯标志                               |      | 夏园西路 | BRT夏园站（西行）、夏园公交车站（西行） |
| 註： 設有 \| 設有 \| 設有 \| 設有扶手電梯 |                                                       |      |          |                                         |

## 接驳交通
夏園站附近有BRT夏園站及夏園巴士站，方便乘客利用本站轉乘巴士前往黄埔区及开发区以及东莞麻涌等地。
| 巴士线路 \| 编号 \| 编号 \| 线路 \| 线路 \| 线路 \| 收费 \| 备注 \| \| ---- \| ------ \| ---------------------- \| --------------------- \| -------------------------------- \| --------------------- \| --------------------- \| \| \| 363 \| 广州火车东站 \| ⇆ \| 穗港码头 \| 2元 \| \| \| \| 广368 \| 已于2024年5月5日停办 \| 已于2024年5月5日停办 \| 已于2024年5月5日停办 \| 已于2024年5月5日停办 \| 已于2024年5月5日停办 \| \| \| 广369 \| （广州）黄埔体育中心 \| ⇆ \| （东莞）中大新华学院（东莞校区） \| 3元 \| 不大于15–30分/班 \| \| \| 372 \| 南湾 \| ⇆ \| 新塘盛世名门 \| 2元 \| 30分/班 \| \| \| 435 \| 已于2024年2月4日停办 \| 已于2024年2月4日停办 \| 已于2024年2月4日停办 \| 已于2024年2月4日停办 \| 已于2024年2月4日停办 \| \| \| 453 \| 鹿鸣山 \| ↺ \| 东江大道中 \| 2元 \| \| \| \| 453A \| 沿河路（奕佳公寓） \| ↺ \| 沿河路（奕佳公寓） \| 2元 \| \| \| \| 566 \| 黄埔新城（沙步一横路） \| ⇆ \| 永和（崇和花园） \| 3元 \| \| \| \| 571 \| 新塘（保利东江首府） \| ⇆ \| 南湾 \| 2元 \| \| \| \| 夜41 \| 广州火车站（草暖公园） \| ⇆ \| 保税区（酒博城） \| 4元 \| B28路附属线路 \| \| \| 夜57 \| 火村东 \| ⇆ \| 夏园 \| 3元 \| \| \| \| 夜73 \| 地铁双沙站 \| ⇆ \| 埔南路（翡翠绿洲） \| 3元 \| B26路附属线路 \| \| \| B1 \| 体育中心 \| ⇆ \| 鹿鸣山 \| 2元 \| \| \| \| B1快线 \| 已于2025年4月26日停办 \| 已于2025年4月26日停办 \| 已于2025年4月26日停办 \| 已于2025年4月26日停办 \| 已于2025年4月26日停办 \| \| \| B26 \| 凌塘村 \| ⇆ \| 护林路东 \| 2元 \| \| \| \| B28 \| 地铁鱼珠站 \| ⇆ \| 保税区（酒博城） \| 2元 \| \| \| \| B29 \| 奥林匹克体育中心 \| ⇆ \| 博汇商业区 \| 2元 \| \| \| \| B30 \| 广纳院 \| ⇆ \| 南岗万达广场 \| 2元 \| \| \| \| B31 \| 黄埔东路（石化南路） \| ⇆ \| 开发区（珠江嘉园） \| 2元 \| \| |        |                        |                       |                                  |                       |                       |
| 编号 | 编号   | 线路                   | 线路                  | 线路                             | 收费                  | 备注                  |
| | 363    | 广州火车东站           | ⇆                     | 穗港码头                         | 2元                   |                       |
| | 广368  | 已于2024年5月5日停办   | 已于2024年5月5日停办  | 已于2024年5月5日停办             | 已于2024年5月5日停办  | 已于2024年5月5日停办  |
| | 广369  | （广州）黄埔体育中心   | ⇆                     | （东莞）中大新华学院（东莞校区） | 3元                   | 不大于15–30分/班      |
| | 372    | 南湾                   | ⇆                     | 新塘盛世名门                     | 2元                   | 30分/班               |
| | 435    | 已于2024年2月4日停办   | 已于2024年2月4日停办  | 已于2024年2月4日停办             | 已于2024年2月4日停办  | 已于2024年2月4日停办  |
| | 453    | 鹿鸣山                 | ↺                     | 东江大道中                       | 2元                   |                       |
| | 453A   | 沿河路（奕佳公寓）     | ↺                     | 沿河路（奕佳公寓）               | 2元                   |                       |
| | 566    | 黄埔新城（沙步一横路） | ⇆                     | 永和（崇和花园）                 | 3元                   |                       |
| | 571    | 新塘（保利东江首府）   | ⇆                     | 南湾                             | 2元                   |                       |
| | 夜41   | 广州火车站（草暖公园） | ⇆                     | 保税区（酒博城）                 | 4元                   | B28路附属线路         |
| | 夜57   | 火村东                 | ⇆                     | 夏园                             | 3元                   |                       |
| | 夜73   | 地铁双沙站             | ⇆                     | 埔南路（翡翠绿洲）               | 3元                   | B26路附属线路         |
| | B1     | 体育中心               | ⇆                     | 鹿鸣山                           | 2元                   |                       |
| | B1快线 | 已于2025年4月26日停办  | 已于2025年4月26日停办 | 已于2025年4月26日停办            | 已于2025年4月26日停办 | 已于2025年4月26日停办 |
| | B26    | 凌塘村                 | ⇆                     | 护林路东                         | 2元                   |                       |
| | B28    | 地铁鱼珠站             | ⇆                     | 保税区（酒博城）                 | 2元                   |                       |
| | B29    | 奥林匹克体育中心       | ⇆                     | 博汇商业区                       | 2元                   |                       |
| | B30    | 广纳院                 | ⇆                     | 南岗万达广场                     | 2元                   |                       |
| | B31    | 黄埔东路（石化南路）   | ⇆                     | 开发区（珠江嘉园）               | 2元                   |                       |

## 利用状况
夏园站附近有不少工业区，以及车站南面的夏园村村落，因此本站除上下班时期进出站客流较多以外，平日客流一般。
由于本站在5號線東延段開通前是距离广州开发区最近的地铁车站，因此吸引了不少在开发区上班的市民和居民均接驳途经夏园站或BRT夏园站的巴士站乘坐地铁前往市区。

## 历史
本站最早出現在1997年的地鐵規劃方案中，當時是3號線兩條支線的分岔站，並命名為夏園站，位置位於現時位置以西。在2003年方案中，本站成為當時5號線和14號線的換乘站，位置東移至立交橋旁。隨後在2008年方案中，原14號線被分拆重組成多條線路，最終本站確定成為5號線和13號線的換乘站，車站亦西移至現時位置。
2013年，13号线一期工程可行性研究报告获省发改委批复。但由于车站附近的一家酒店不满补偿标准，阻扰地铁施工，因而拖慢地铁建设进度。经协商解决之后，本站于2015年4月15日正式开工建设，标志着13号线一期所有车站全面开建。不过接下来一个月内，本站附近的燃气管线两度遭地铁施工挖损，导致地铁车站再度停工；直至同年11月管线迁改完成后，本站得以复工。
2017年1月19日，夏园站主体结构順利封顶。在廣州地鐵集團向廣州市民政局地名委員會申報的13號線車站正式名稱中，本站名稱維持不變。
2017年9月29日，本站通过工程验收。同年12月28日，本站随13号线开通而启用。
5号线车站部分于2018年起随5号线東延段工程陆续开工建设，2023年10月31日，5号线车站完成三权移交；2023年12月28日12时，5号线车站部分随5号线东延段开通运营而正式启用，本站成为换乘车站。

### 事件
本站施工时曾在20天内两度将燃气管道损毁。2015年4月23日，本站正在进行污水管迁改时，误将地下铺设的煤气管损坏，导致大量煤气泄漏。5月13日上午，本站围护结构成槽施工作业时，再度误将燃气管道挖损。所幸两次事故均未造成人员伤亡。
2020年5月22日，受当天凌晨广州的特大暴雨影响，13号线全线停運，本站亦隨之停運關閉。至5月29日隨魚珠至沙村段恢復運營而重開。